# Idiocera proxima
Idiocera proxima är en tvåvingeart som först beskrevs av Enrico Adelelmo Brunetti 1912.  Idiocera proxima ingår i släktet Idiocera och familjen småharkrankar. Inga underarter finns listade i Catalogue of Life.